# Agenor Gołuchowski
Agenor Gołuchowski (Skala-Podil's'ka, 8 febbraio 1812 – Leopoli, 3 agosto 1875) è stato un politico polacco.
Luogotenente imperiale in Galizia (1849-1859), nel 1859 divenne Ministro dell'interno fino al 1860. Fu nuovamente luogotenente (1866-1875) e favorì in modo riguardevole i Ruteni, dando loro un decisivo sviluppo economico.